# Escravidão na Coreia
A escravidão na Coreia existiu por milhares de anos. A prática da escravidão moderna na Coreia do Sul agora é ilegal, embora as formas de escravidão, como o tráfico de seres humanos ainda existam no país, com estimativas de milhares de pessoas sendo escravizadas.